# Anillo Periférico de Tegucigalpa
En el distrito central, el Anillo Periférico es una vía de circunvalación que rodea gran parte del Tegucigalpa y Comayagüela, y es una de sus principales vialidades. Tiene una longitud total de 32 km. El nombre oficial de la vía es "Quinto Centenario de la Primera Misa en América Continental" haciendo referencia al aniversario ocurrido en 2002.

## Descripción de la obra
Es una autopista urbana que rodea gran parte de la ciudad capital, desde el noroeste por la carretera CA-5 hasta el noreste hasta la carretera NAC-25, recorre varias colonias importantes y lugares de interés.
Es una vía de cuatro carriles, en algunos sectores son de seis, con intercambios, pasos a desnivel y nivel. Esta vía recorre el oeste y el sur de la ciudad por 32 kilómetros, conectando varias carreteras CA que cruzan el Distrito Central, entre ellas:
- La carretera CA-5: Que une la capital con la ciudad de San Pedro Sula al norte y con el sur del país; y

- La carretera CA-6: Que une a Tegucigalpa con el Departamento de El Paraíso hacia el Oriente, y con la república de Nicaragua.

- La carretera Departamental 25: Que conduce a Santa Lucía, Valle de Ángeles y Cantarranas.

El Anillo Periférico de Tegucigalpa no es un circuito, sino que únicamente rodea una parte del área urbana debido a la protección del parque nacional La Tigra localizada al este de la ciudad.
Es considerada la vía de tránsito más rápida, pero a la vez congestionada, su ruta comienza en la Aldea La Cuesta en el Paso a Desnivel Milenio intersectando la Autopista CA-5 Norte, pasando por el "Embalse los Laureles" hasta el final del "Bulevar Los Próceres" y la ruta nacional 25, que conduce a Valle de Ángeles, por el mismo pasa lugares emblemáticos e importantes sitios de la ciudad como lo son;
- El Aeropuerto Internacional Toncontín,
- La Basílica de Suyapa,
- El campus de la Universidad Nacional Autónoma de Honduras UNAH,
- El campus de UNITEC,
- El "Nacional de ingenieros Coliseum o Coliseo NI",
- La Villa Olímpica de Tegucigalpa,
- La sede de la Empresa Nacional de Energía Eléctrica,

Además se cruza con otras vialidades importantes de la ciudad a través de pasos a desnivel o intercambios como lo son:
- Ruta Nacional 33 o más conocida como Carretera a Mateo
- Bulevar de las Fuerzas Armadas,
- Bulevar Centroamérica,
- Bulevar Comunidad Económica Europea,
- Via Express - Bulevar Kuwait
- Bulevard de la Villa Olímpica
- Bulevard Suyapa
- Bulevard Los Próceres
- Ruta Nacional 25 o Carretera a Valle de Ángeles

## Historia
En una cumbre presidencial, cuando administraba el gobierno el Licenciado Pedro Fernando Casco Ramos y Rafael Leonardo Callejas en 1990 se dictaminó la construcción de una vía pavimentada de cuatro carriles que rodeara toda la ciudad desde la zona del "Lolo" y cerrar el circuito exactamente en ese sitio, el proyecto se redujo y fue cambiado por una vía de cuatro carriles con mediana e intercambios, desniveles y salidas a las principales puertas de la ciudad, su primera etapa fue la construcción de seis kilómetros desde el Bulevar Los Próceres, hasta el campus de la Universidad Nacional Autónoma de Honduras, dicha construcción se realizaría antes de los "IV Juegos Centroamericanos" realizados en 1990; pero, la obra tuvo retrasos, debido a que la constructora ASTALDI no tuvo buenos negocios con el gabinete actual y el proyecto pasó a ser parte de CONHSA quien continuó construyéndolo hasta llegar al sector de "Nueva Suyapa".
En 1994 se inaugura la primera etapa del proyecto, pero todavía faltaba y el tránsito que aún no estaba disponible, entre 1994 y 1998 durante la administración del Aabogado Carlos Roberto Reina Idiáquez se concluyó la etapa más larga del periférico, desde el "Bulevar Suyapa" hasta lo que se denomina "Loarque", pasando la tradicional avenida de Toncontín, denominada, "La intersección Aérea" ya que por ésta, existía anteriormente una calle que conducía a un bulevar de alto tránsito vehicular y que era de muy alto riesgo ya que los aviones volaban a tan solo 20 metros de altura, cuando descendían a la pista, lo que presentaba un serio peligro, mismo que fue corregido e inaugurado siendo presidente de la nación el Ingeniero Carlos Roberto Flores Facusse.
Después, llegaba la segunda etapa que era desde "Loarque" hasta el "Embalse Los Laureles", está fue concluida en el año 2004 y su última etapa que en realidad es la primera, no se ha concluido, aunque la capa de asfalto ya está colocada, es transitable pero no hay leyes de tránsito aún por lo que se denomina un "Tránsito Libre"; la meta antes del gabinete de Porfirio Lobo Sosa es finalizar el periférico en un coste de US$ 20 millones de dólares, equivalentes a Lps. 400 millones de Lempiras, las obras aún están paralizadas pero se establecerá nuevas construcciones dentro de este como el levantamiento de un segundo desnivel en la avenida que conduce al "Bulevar Centroamérica" y "Los Tablones", y varios sectores más, además la construcción de un tercer carril entre la zona.

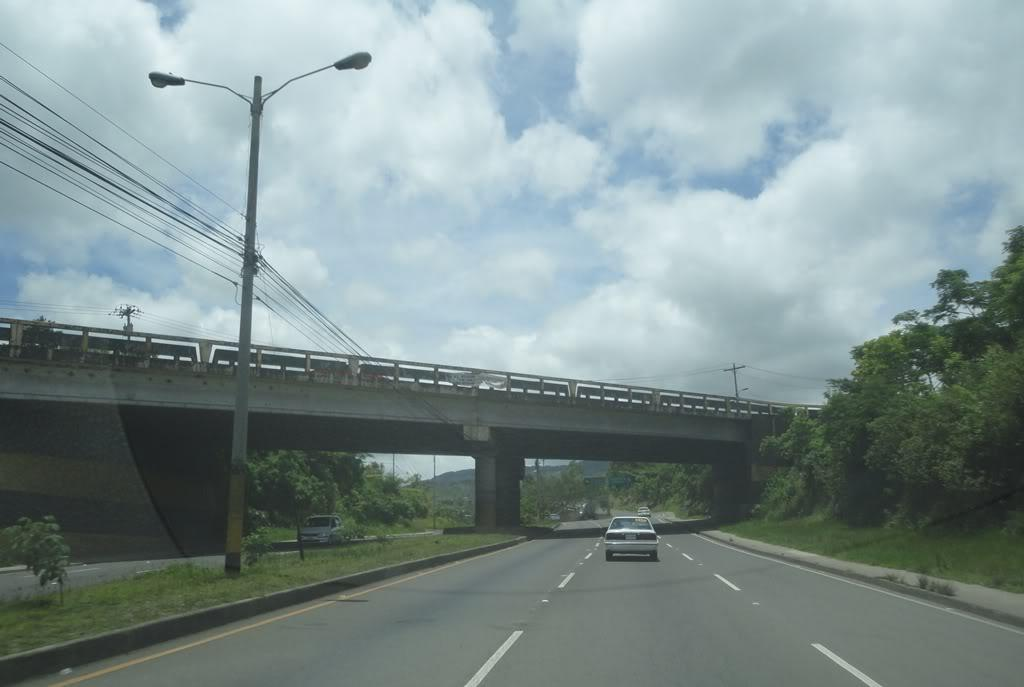
Una vista del anillo periférico hacia la Basílica de Suyapa en Tegucigalpa, M.D.C.

### Primera etapa
Inicia desde la carretera CA-5 Norte y finaliza en el Embalse Los Laureles. fue la última etapa en concluirse. Mide 7.8 km de largo y posee un desnivel, un túnel de acceso y tres medianas partidas, es la parte del anillo más alta, está a 1,700 m s. n. m.
Algunos medios consideran la "cuarta etapa" pues se tuvo que reconstruir ya que el proyecto antiguo tenía muchos gastos, así que se acomodó el presupuesto, quitando un paso a desnivel a la altura de la colonia Arturo Quezada y construir un retorno a nivel. 
En la colonia Divino Paraíso se construyó un moderno paso a desnivel con túnel e intercambios de acceso a la calzada en vez de la construcción de un túnel similar al que atraviesa la colonia Loarque. 

### Segunda etapa
Es la etapa inaugurada en 2003, pero fue concluida en el año 2004 en algunos detalles de señalización y es la zona donde su plusvalía asciende inicia desde el Embalse los Laureles y continua por los siguientes sectores:
- Colonia Loarque
- Las Casitas,
- Los Hidalgos,
- Los Robles,
- El sauce,
- Toncontín,
- Las Hadas,
- Las Uvas,

Además de importantes lugares de interés metropolitano como lo son;
- El Primer Batallón de Infantería,
- La Universidad Católica de Honduras «Nuestra Señora Reina de la Paz»
- y el Aeropuerto Internacional Toncontín.

Mide siete kilómetros dio fin a la peligrosa calle denominada "La intersección Aérea" ya que por esta había una calle que conducía a un bulevar de alto tránsito y pasaban aviones a tan solo 20 metros de altura, lo que concluía con un peligro en los aires.

### Tercera etapa
Es la etapa más transitada y la que más obras complementarias ha sufrido desde su inauguración, se extiende desde la colonia Loarque y culmina en el Boulevard Los Próceres.
Esta etapa rodea 3/4 partes del eje urbanístico perteneciente a Tegucigalpa.
El tráfico en este sector es muy pesado ya que aquí se encuentran varios puntos de mucha importancia, como son los accesos a la Colonia J.F. Kennedy, la salida al oriente por la CA-6, la Universidad Nacional Autónoma de Honduras, la Basílica de Suyapa la Villa Olímpica de Tegucigalpa y otros puntos de interés, a su vez como la entrada de las principales avenidas y autopistas del Distrito Central como el Boulevard Fuerzas Armadas Correspondiente a la CA-5 y CA-6. el Boulevard Centroamérica, Boulevard Suyapa y la NAC-25 salida a Valle de Ángeles.
Se han realizado diversas obras complementarias tales y como son el intercambio Juan Manuel Gálvez en la salida a la NAC-25 y Boulevard los Próceres, la construcción de un paso a desnivel a la altura del Trapiche y acceso mismo al Boulevard Suyapa, la construcción de líneas del tercer carril en el sector, Trapiche, Victor F. Ardón; la construcción de una rampa de acceso por el Boulevard Fuerzas Armadas y existen planes de construir una vía de cuatro carriles que sirva para fluir el tráfico hacia la zona Loarque, Kennedy, esta será conocida como la nueva salida al sur, y se construirán una serie de pasos a desnivel a la altura de Nuevo Mundo o aldea la Cañana.

## Uso del tramo
Actualmente el tramo es de cuatro carriles, pero se hacen construcciones para absorber una entrada o salida de la zona y descongestionar el tráfico vehicular que existe, a pesar de ser la vía más rápida de la ciudad y rodearla a la vez es la avenida más usada por los automotores, en un minuto recibe un promedio de 100 automóviles, lo que quiere decir que en una hora entran un promedio de 6000 autos, el problema no es el recorrido sino los accesos a las rampas, desniveles y calles conectadas con este, ya que entran y salen 60 carros por minuto y eso elabora grandes congestionamientos, el más largo siempre ha sido desde el Intercambio Toncontín hasta el Bulevar Suyapa a la altura de la Universidad Nacional Autónoma de Honduras y la Basílica de Suyapa con una longitud de 14 kilómetros de distancia tomando las principales vías de la ciudad como lo es el Bulevar Fuerzas Armadas y el Bulevar Centroamérica dando paso a colonias superpobladas como La Kennedy, Loarque, y el sector, Hato Villanueva.
El ministro de Soptravi Miguel Rodrigo Pastor 
planeó una campaña de un tercer carril ficticio que sería los dos habituales y tomar uno del otro sector, este iniciaba por el sector denominado "Texaco Nuevo Mundo" y concluía a 200 m por la rampa de acceso Fuerzas Armadas, Periférico; dicha fue suspendida por fracasar tres veces y tienen la idea de la construcción de un tercer carril y agregar un Transmetro con ruta Loarque-UNAH para que las unidades de transporte público y los automotores dejen de transitar en un 20% ahorrando diez minutos que sofocan a los residentes cercanos de esta arteria vial de la urbe.
Otros intentos que se tienen es apartar las grandes unidades y colocar de poco espacio y más velocidad en esta vía, también la construcción de un entre desnivel en la rampa que conduce a las tablas o Bulevar Centroamérica y así evitar con ese proyecto la realización de tráfico en esta calle, aunque el anillo no es problema sino las vías de acceso que lo conectan ya que algunas están dañadas o su señalizo es escasa para poder transitar.

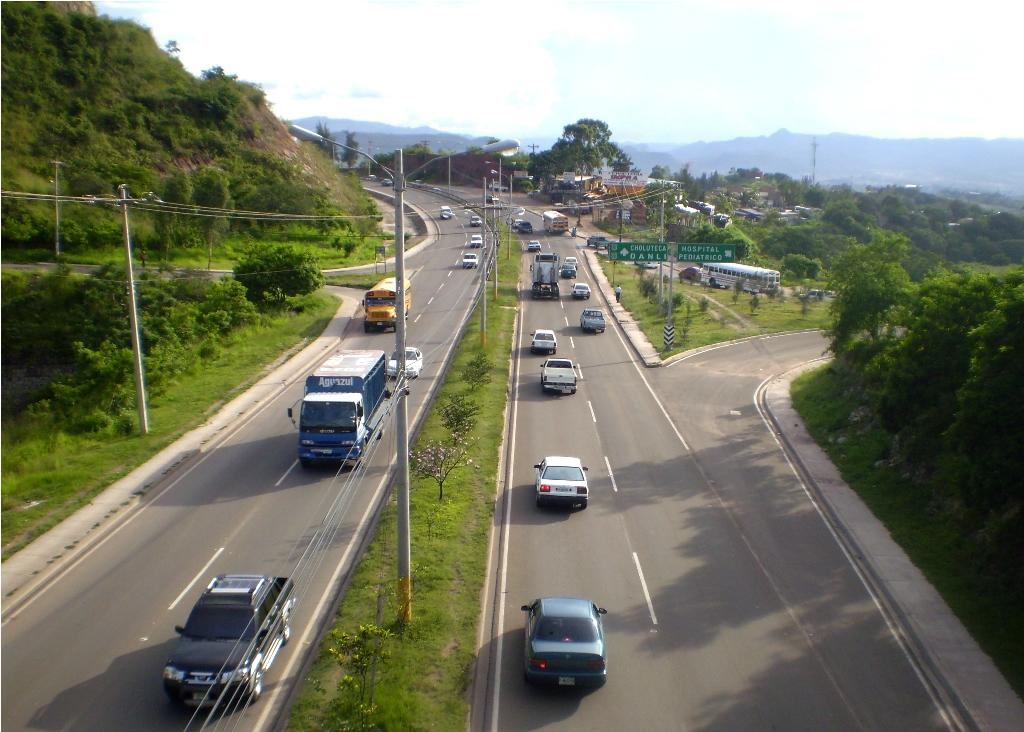
Una vista del anillo periférico en Tegucigalpa, M.D.C.